# Svenska Kulturfonden i Björneborg

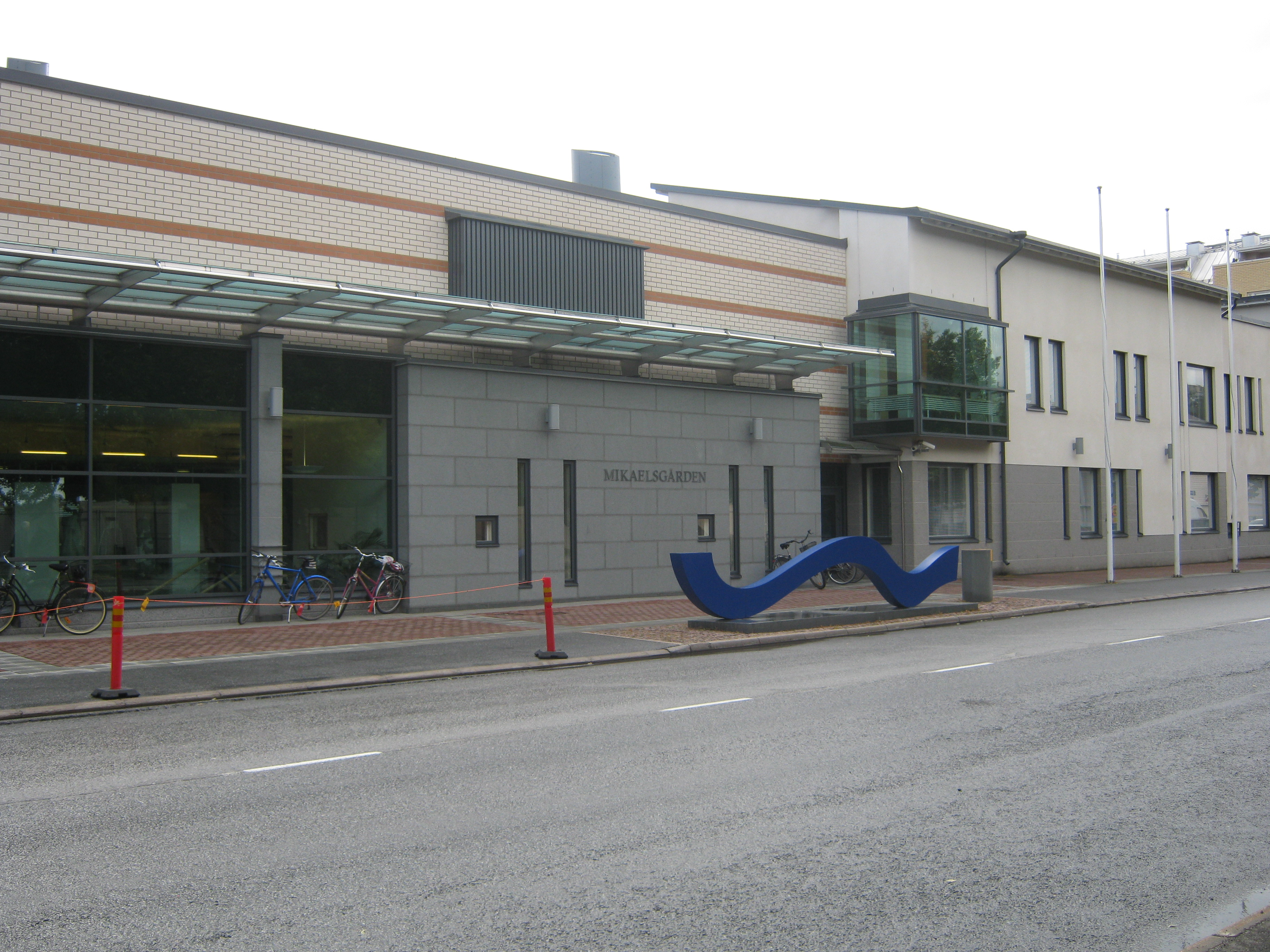
Allaktivitetshus Mikaelsgården

Svenska Kulturfonden i Björneborg s.r., SKiB är en finländsk stiftelse med säte i Björneborg. 
Stiftelsen grundades av Hjalmar Widbom år 1919. Stiftelsens syfte är att befrämja svenskspråkiga kultursträvanden i Björneborg och dess omnejd. Stiftelsen uppfyller sitt syfte genom att understöda svenskspråkig undervisingsverksamhet i Björneborg, svenskspråkig föreningsverksamhet samt genom att till personer, arbetsgrupper och samfund bevilja projektunderstöd. 
1960 testamenterade Werner Petrell medel till en särskild fond "Ålderdomshjälpen i Björneborg", som förvaltas av stiftelsen. Fonden erbjuder boende anpassad för äldre och befrämjar äldre personers välmående.  